# إليزا لينش
إليزا لينش (بالإنجليزية: Eliza Lynch)‏ (و. 1835 – 1886 م) هي من جمهورية أيرلندا وباراغواي. ولدت في كورك.
توفيت في باريس، بسبب سرطان المعدة.